# Liste der Stolpersteine in Koekelberg

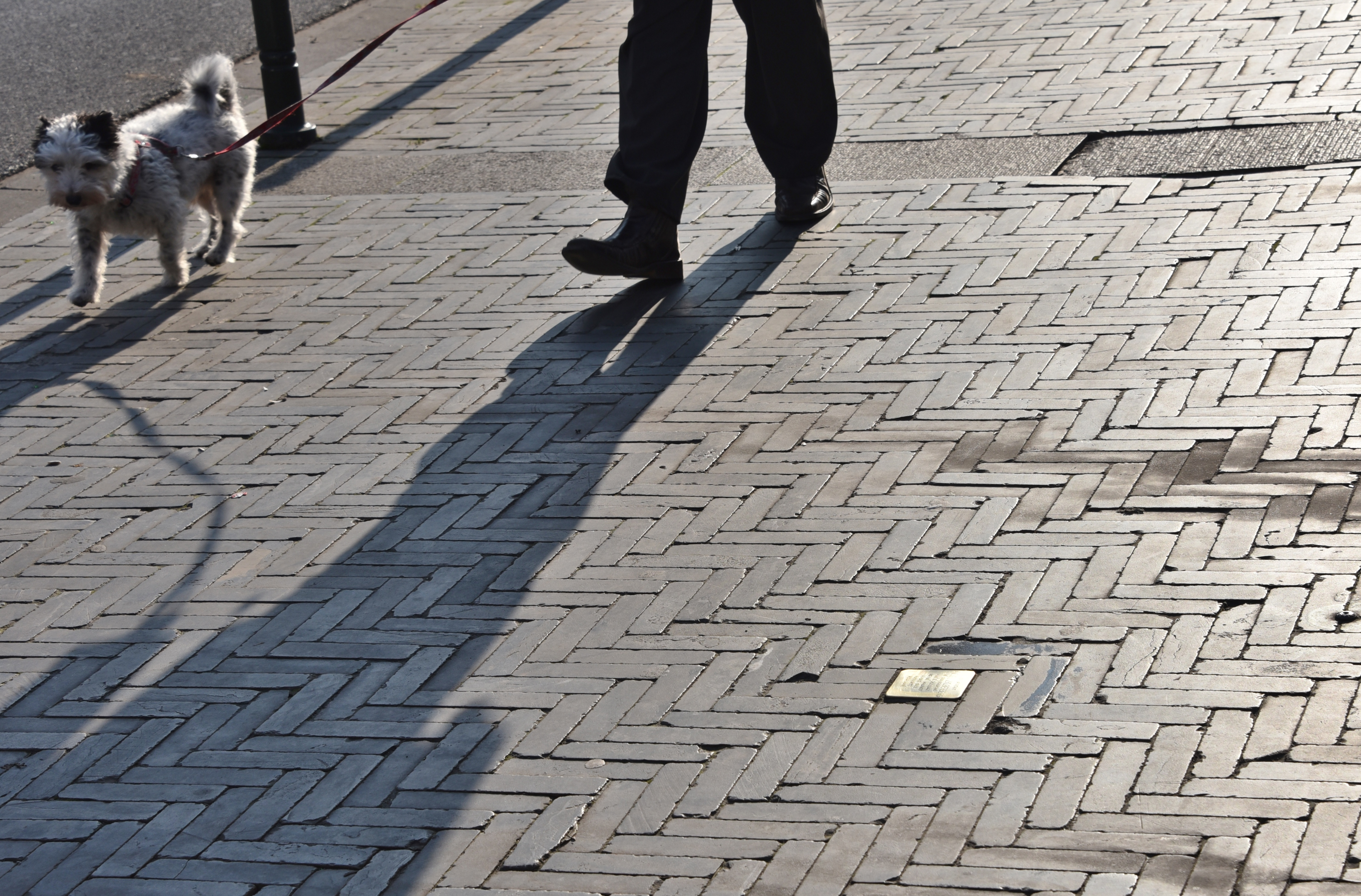
Stolperstein in Koekelberg

Die Liste der Stolpersteine in Koekelberg umfasst jene Stolpersteine, die vom Kölner Künstler Gunter Demnig in der belgischen Gemeinde Koekelberg, der kleinsten der 19 Gemeinden der Region Brüssel-Hauptstadt, verlegt wurden. Sie erinnern an das Schicksal von jüdischen Menschen aus diesem Ort, die von den Nationalsozialisten ermordet, deportiert, vertrieben oder in den Suizid getrieben worden sind. Die Stolpersteine wurden zunächst im Regelfall vor dem letzten selbstgewählten Wohnort des Opfers verlegt, mit anwachsender Zahl der Verlegungen wurde diese Regel dann jedoch oft durchbrochen.

## Koekelberg
Koekelberg ist eine der 19 Gemeinden, die die Region Brüssel-Hauptstadt bilden, und mit 21.774 Einwohnern (1. Januar 2018) auf 1,17 Quadratkilometern Fläche die kleinste Gemeinde dieser Region.
In der Dossin-Kaserne von Mechelen waren von 1942 bis 1944 insgesamt 25.484 Juden (nach NS-Definition, d. h. unabhängig von ihrem religiösen Bekenntnis) sowie 352 Sinti und Roma interniert. Sie wurden in 28 Transporten in das KZ Auschwitz-Birkenau deportiert, nur fünf Prozent konnten überleben. Unter den Deportierten, die nicht zurückkehrten, befanden sich auch drei Bewohner Koekelbergs. Ihnen wurden Stolpersteine gewidmet.

## Verlegte Stolpersteine
| Abbildung | Übersetzung | Adresse                | Leben |
| --------- | --- | ---------------------- | --- |
|           | HIER WOHNTE FRIMA CZIPIS GEBOREN 1901 RUSSLAND VERHAFTET 3./4.9.1943 AKTION ILTIS INTERNIERT MECHELEN DEPORTIERT 1943 AUSCHWITZ ERMORDET | Omer Lepreuxtraat 30 · | Frima Likvermann, geborene Czipis, wurde am 6. Juni 1901 in Proskurov, damals Russisches Kaiserreich, geboren. Sie war verheiratet mit Abraham Likvermann und war Hausfrau sowie Mutter zweier Söhne: Jacques, geboren 1920 in Liège, und Simon, geboren 1935 in Brüssel. Anfang September 1943 wurde sie im Rahmen der Aktion Iltis zusammen mit ihren beiden Söhnen verhaftet und im SS-Sammellager Mecheln (Kazerne Dossin) interniert. Alle drei wurden am 20. September 1943 mit dem Transport XXII B von Mechelen nach Auschwitz deportiert; die Transportnummer von Frima Likvermann war 744. Sie hat die Schoa nicht überlebt, und auch die Spuren ihrer Söhne verlieren sich in Auschwitz. Ihr Ehemann Abraham Likvermann überlebte. |
|           | HIER WOHNTE HANS SAUER GEBOREN 1906 DEUTSCHLAND VERHAFTET 8.10.1942 INTERNIERT MECHELEN DEPORTIERT 1942 AUSCHWITZ ERMORDET               | Jules Besmestraat 57 · | Hans Sauer wurde am 26. Juni 1906 in Zellerfeld geboren. Er war der einzige Sohn von Paul Sauer (geboren 1878) und Martha, geborene Katz (geboren 1885). Er war Kaufmann und staatenlos. Er war verheiratet mit Madeleine, geborene Alexander. Das Paar hatte einen Sohn: Pierre Paul, geboren am 26. März 1939 in Brüssel. Die Familie wohnte am Quai du Commerce 27. Hans Sauer wurde am 8. Oktober 1942 verhaftet, im SS-Sammellager Mecheln (Kazerne Dossin) interniert und am 10. Oktober 1942 mit dem Transport XIII nach Auschwitz deportiert. Seine Transportnummer war 291. Hans Sauer wurde vom NS-Regime ermordet. Seine Eltern überlebten die Schoa. Der Vater starb 1946 in Koekelberg, die Mutter 1968 in London. Das Schicksal seiner Frau ist unbekannt. Der Sohn konnte ebenfalls überleben. In den 1960er und 1970er Jahren wurden drei Enkelsöhne von Hans Sauer geboren. |
|           | HIER WOHNTE ANDZEL ZYLBERBERG GEBOREN 1900 POLEN VERHAFTET 31.8.1942 INTERNIERT MECHELEN DEPORTIERT 1942 AUSCHWITZ ERMORDET              | Schmitzstraat 12 ·     | Andzel Zylberberg wurde am 15. Dezember 1900 in Chęciny in der Woiwodschaft Heiligkreuz geboren. Er war staatenlos und verheiratet mit Toba-Frajda Siwak. Er wird einmal als Hilfsmonteur bezeichnet, einmal als Händler von Strickwaren. Er wurde am 31. August 1942 verhaftet und im SS-Sammellager Mecheln (Kazerne Dossin) interniert. Am 8. September 1942 wurde er mit dem Transport VIII von Mechelen in das Konzentrationslager Auschwitz deportiert. Seine Nummer auf dem Transport war 378. Andzel Zylberberg wurde vom NS-Regime ermordet. |

## Verlegedaten
Die drei Stolpersteine von Koekelberg wurden am 18. Februar 2016 von Gunter Demnig persönlich verlegt.